# Мосіньа
Мосіньа (Мошеньдзи, кит. 魔神仔, певедзі: Mô͘-sîn-á, тайлво: môo-sîn-á; букв. «дитя бога демонів») — своєрідний привид або дзінґвай із широко поширених у Тайвані та Фудзяні народних переказів, який заводить людей у гори чи пустельні рівнини та збиває їх зі шляху. Фольклористи та антропологи, спираючись на інформацію, зібрану під час польових досліджень, загалом вважають, що він не має визначеного місця у народній класифікації примар та божеств. Зазвичай його відносять до класу дзінґваїв, які, за народною релігією, живуть у диких пустирях, гірських лісах та заболочених місцевостях. Іноді його вважають привидом безневинно загиблих дітей, жінок або альпіністів. Під цією назвою також можуть матися на увазі істоти з інших складних перехідних вірувань, тому у кожній конкретній ситуації потрібно визначати Мосіньа за характерними описами. Наприклад, припускають, що в історії «Дівчинка в червоній сукенці» із програми про надприродне поєдналися різноманітні народні вірування, модифікувавши та трансформувавши фольклор про Мосіньа.

## Імена
Скорочена назва — Мосінь (Мошень, кит. 魔神, букв. «бог демонів»), також існують інші варіанти написання: 毛神 (Маошень, букв. «бог шерсті»), 摸神 (Мошень, букв. «бог доторків»), 魍神 (Ваншень, букв. «бог злих духів води»), 魅神 (Мейшень, букв. «бог бісів гір та рік»), 无神 (Вушень, букв. «бог, який не існує»), 芒神 (Маншень, букв. «бог міскантуса»), 墓神 (Мушень, букв. «бог могил»). За переказами, ім'я Маншень він отримав через те, що селився у «заростях міскантуса» на гірських схилах. За іншою версією, воно з'явилося через зміни в обряді зустрічі весни — Нового року за місячним календарем — та принесення жертв Ґовману (кит. 句芒), духу дерева, весни та сходу. [джерело?]

## Характерні риси
Є різновидом чимейванлянів (кит. 魑魅魍魉) — потвор гір, вод, дерев та скель, де чи (魑) означає «гірський ельф», вей (魅) вказує на те, що він може заманювати людей у гори та в ріки, ван (魍) має значення «водяне чудовисько», а лян (魉) говорить про те, що його тіло, сховане під водою, важко розрізнити, і в нього є багато тіней. Мосінь'а любить селитися у горах серед лісів, біля гірських струмків, на берегах річок.
Згідно з описами в легендах, Мосіньа — допитливий або капризний дзінґвай, що може збивати людей з пантелику чи вдаватися до витівок, щоб ввести їх в оману, насміхатися над ними, і в більшості випадків жертвою його розіграшів стають старі люди або ж діти. Він поводиться так: заводить людину у глуху глушину — в гори, у поле, до річки чи до озера, плутає шлях, щоб людина загубила дорогу та не мала можливості повернутися додому. Його спосіб викрадення людей нагадує камікакуши із японської міфології.
В основному вигляд Мосіньа описують так: «низького зросту, швидко рухається, має дитячу зовнішність», а за деякими місцевими переказами, Мосіньа — «велетенська жінка із надзвичайно білим обличчям, яка використовує яскраві рум'яна». У народі вважається, що Мосіньа не боїться сонячного проміння, як душі померлих, тому може ходити серед білого дня. Постійно влаштовує людям каверзи, заводить їх у дикі гірські краї, щоб поглузувати з них. Більшість людей, яких викрадає Мосіньа, знаходять цілими та неушкодженими. Мало хто з них отримує травми або помирає, найчастіше страждають хіба що немічні та хворі, тому що Мосіньа рідко шкодить людям — йому радше подобається гратися з ними; однак Мосінь'а не здатен довго приділяти увагу іншим, до того ж боїться голосних звуків та ховається, як тільки чує якийсь гуркіт, більше не повертаючись.
Розповіді про дорослих та дітей, яких викрав або заманив Мосіньа, є повсюди у провінції Фудзяньта на Тайвані, незалежно від того, хто там проживає (холо, хакка чи корінні народності). Якщо з'являється звістка про те, що когось викрав Мосіньа, то селяни разом із рідними та друзями викраденого просять допомоги у верховного божества гір Шаньшеня (кит. 山神), у бога землі Тудіґона (кит. 土地公, букв. «пан ґрунту та землі»), у бога-покровителя міста Ченхван'є (кит. 城隍爷, букв. «господар ровів та стін»), в Он'я (Ван Є, кит. 王爷, букв. «пан князь») та інших божеств, повсюдно розшукували викраденого, б'ючи в гонги та барабани й запускаючи петарди. Коли зниклого безвісти знаходили живим, часто виявлялося, що він знаходиться у трансі. Потім потерпілі заявляли, що покуштували якісь ласощі (курячу ніжку, рис, смачні страви), якими їх пригостив Мосіньа, але насправді наїлися комах (коників, цвіркунів, богомолів і т. д.), коров'ячого калу, дощових черв'яків, гілок, землі, каміння та іншої бридоти.
У деяких місцевостях легенди про Мосіньа переплелися з повір'ями про злих духів, через що цей дух стали зображати агресивним, як, наприклад, у розповіді про безголового торговця, чию голову вполювали тубільці, або в історії про жінку, яка впала в ущелину та загинула там. Такі померлі насильницькою смертю душі часто вбивали людей, щоб переселитися в їх тіло, однак ця тема не є основною в тайванській народній вірі.
Що стосується подій, в яких фігурує Мосіньа, то можна сказати, що хоча вони дуже подібні між собою лише з незначними розбіжностями, однак в описах специфічних особливостей зовнішності істоти часто бувають певні суперечності залежно від місцевості та панівної релігії. Іноді повір'я про Мосіньа настільки зливаються із загальними уявленнями про душі померлих, що практично неможливо з'ясувати його початковий вигляд.
Також є ймовірним, що легенди про Мосіньа — це комплексна структура, утворена подібними образами, іманентними культурному різноманіттю, а не окремий сталий об'єкт.
- Задокументована письменником Ваном Дзяяном розповідь його матері є найзагальнішим свідченням про Мосіньа: «Мосіньа ховається в бур'янах на полі, займається „заплутуванням“ дітваків. Він так „заплутує“ дітваків, яким охота бавитись, а не повертатись додому, що вони одурманюються та наївно прямують за ним на могилки, де Мосіньа їх залишає, і лише там дітваки, які до цього були в напівдрімотному стані, врешті-решт приходять до тями та мертвіють з переляку. З того, що ми дізналися від дітваків, Мосіньа мацюпусінький та чорний-чорнісінький, і тіло його всеньке в шерсті!» — із передмови до «Мосіньа».[4]

- Матеріали про Мосіньа (яп. モオシンナア), записані японським фольклористом Тошио Ікеда: «За народними віруваннями, Мосіньа — це душа небіжчика, що приймає вигляд дитяти в червоній шапці, вводить дітей у непритомний стан».[3][5] Крім того, збереглися записи міських легенд: «Мосіньа висотою близько 3 чи (≈ 1 м), хоча й має міцні кінцівки, але риси обличчя важко розрізнити, колір шкіри темно-зелений, любить одягати круглу червону шапочку».[6]

- Спеціаліст із феншвею Лінь Джен'ї одного разу в телеефірі розповів про те, як у дитинстві на власні очі побачив Мосіньа на горі Лейґон біля водоспаду Уфен у повіті Їлань. Заявив, що він був невеличким, зріст мав приблизно 100 см, очі були яскраво-червоними, формою обличчя нагадував мавпу, однак волосся на маківці було небагато, кінці вух були загострені, тіло та чотири кінцівки були поцятковані круглими плямами, як в оленя, між усіма пальцями на руках і ногах було щось схоже на плавальні перетинки, і він був цілком буро-попелястого кольору, а також міг пронизливо верещати. Дивовижно рухливий, зазвичай не пересувається прямо звивистими міжгірними стежинами, якими часто ходять люди, а із надзвичайно великою швидкістю збирається із підніжжя гори уверх по схилу, зрізуючи шлях упоперек. Під часу бігу не торкається час від часу до землі передніми кінцівками, щоб допомогти собі рухатися, як це роблять інші мавпи, а біжить повністю на двох ногах, як людина. Також Лінь Джен'ї додав, що коли він біжить вверх схилом, траєкторія його руху утворює форму ієрогліфа 之; швидкість переміщення в нього аномально велика, і мчати стрімчастим узгір'ям може так само прудко, як і рівниною.
- Колишній член законодавчого комітету Ляо Сюеґван в ефірі телепрограми «Апокаліпсис сьогодні» відверто розповів про те, що крик Мосіньа нагадує удари в гонг, тож на тайванському діалекті так і говорять — «Мосіньа б'є в гонг». Цей крик схожий на протяжний склад «ков» (кит. 叩, букв. «ударяти»), однак кінцевий звук складу не короткий, до того ж частота дуже висока, як у звука 叩～. У ранньому дитинстві Ляо Сюеґван, коли проживав у гірському районі Сіджи, хотів почути, як кричить Мосіньа, тому просив старшого брата будити його, коли після четвертої години ранку починає розлягатися виском Мосіньа. Також Ляо Сюеґван повідомив, що Мосіньа може так верещати безперервно, ще й згадав, як якось одну сіджиську стареньку жінку, яка о восьмій ранку прала одяг на березі річки Дзілон вище по течії, потягнув за ногу Мосіньа із води. Крім цього, Ляо Сюеґван розповів, що Мосіньа за своїм характером боягузливий: якщо хтось зникає в горах Мосіньа в Сіджи (інша назва — гори Кедзилінь), жителі Сіджи беруть бляшанки з-під майонезу середнього розміру та всю дорогу стукають ними, коли розшукують зниклого, намагаючись відстрашити Мосіньа голосним шумом, щоб він відчепився від своєї жертви і дав змогу пошуково-рятувальній групі якнайшвидше відшукати зниклого.
- Також є свідчення, що Мосіньа з'являється перед людьми у вигляді «жінки середнього віку», у більшості випадків її макіяж — це густий шар блейвейсу, нанесеного на велике миршаве обличчя, вона повністю вбрана в недоладний багряний одяг з масивними прикрасами, які зовсім не пасують один до одного, часто сидить при гірській дорозі. Першоджерелом серіалу «Дівчина-медіум» стала історія Софії (Льов Бодзюнь, автор книги «Перекладач астральної сфери»), яка в ефірі телепрограми «Лінія сенсаційних новин» розповіла про те, як у підлітковому віці, їдучи на мотоциклі гірською місцевістю, особисто зустрілася з Мосіньа. За її свідченнями, він був схожий на опасисту людину середнього віку, за зовнішністю скидався на жінку, повністю одягнену в червоне, в руках він тримав велику парасолю із промащеного паперу та сидів обабіч гірської дороги. Софія також сказала, що він має здатність «будувати диявольські стіни» (кит. 鬼挡墙), тобто «водити колами», адже коли вона натрапила на Мосіньа, то опинилася ув'язненою в певному просторі: мотоцикл постійно загинав гака та повертався на попереднє місце.
- Згідно з переказами місцевого населення острову Сяо Льовцьов, Мосіньа своїм виглядом та вереском нагадує дитину від 3 до 4 років, глупої ночі манить за собою дорослих та зіштовхує їх у ями з перегноєм, і постраждалі часто усвідомлюють те, що вони з ніг до голови в екскрементах, лише коли приходять до тями. Існує навіть розповідь із перших уст про те, що в окрузі Фаньдзицво в період японської окупації Тайваню Мосіньа іноді навіть заходили в помешкання та намагалися розбудити дітей, які вже лягли спати, бо хотіли погратися з ними: «На примерканні я почув дитяче хихотіння та побачив, що біля ліжка стоїть невиразна постать якогось малюка, він легенько вщипнув мене за стегно, а я спантеличився й теж вщипнув його за руку та відчув, що його тіло доволі м'яке, на дотик наче моті; так ми з ним щипали один одного, і в той час я не відчував жодного страху, мені лиш здалося, що цей малюк занадто надокучливий, бо він скакав тут і там по моїй кімнаті, так галасував, що я не міг заснути, та безліч разів підбігав до ліжка, щоб я з ним погрався, через що я зовсім не виспався». Також є така історія жителя Таньтаю: «Після відпливу до світання я якраз відкопував молюсків у приливній зоні, як зненацька хтось кинув мені в спину морським камінцем, обернувшись, щоб поглянути, хто це зробив, я на свій подив угледів декількох дітей; через те, що вони без упину кидалися камінцями, мені не залишалося нічого іншого, як теж почати кидатися камінцями у відповідь, і я помітив, що після цього вони почали вищати, немов від щирої радості». Існує ще й такий переказ: «Мосіньа вміє грати на ді, зазвичай одним-один як пучка сидить на рифові та виграє, шкіра у нього червона, а мелодії, які він наспівує, навіюють сум, але цей вид Мосіньа рідко зустрінеш, та й людей він не чіпає, ото лише в самотині грає на своєму ді; інший вид Мосіньа із темнобарвною шкірою — вельми непокірний та дурненький, дуже непосидючий та ще й жартує над людьми, тож побачивши цей вид, варто забиратися від нього подалі; Мосіньа страх як боїться людської крові, тож якщо на нього потрапить пляма від крові, то він попросить тебе витерти її». Частина місцевих жителів вірить, що Мосіньа — це втілення душі померлих немовлят, тому що вкінці династії Цін — на початку Китайської Республіки рибаки були не в змозі виховувати дочок, тому в них не було іншого вибору, як загортати щойно народжених дівчаток у ватяну ковдру або в полотняну тканину, відносити до гроту та, прикривши совком, залишати їх там — це й називалося «накривати совком» (кит. 盖畚箕), а ці немовлятка, що померли самі по собі, не встигнувши й трішки прожити, перетворилися в Мосіньа цього острова. У 50-60-ті республіканські роки місцеві часто залякували дітей, які увечері не хотіли спати, застережливо промовляючи: «Якщо не заснеш, то Мосіньа потягне тебе за собою!»

Крім цього, серед цов — аборигенів Тайваню — є легенда про безслідно зниклого одноплемінника, викраденого карликами Мефуцу (Мєфуджу, кит. 蔑夫诸), якого врешті-решт знайшли сплячим у копиці міскантуса, тому деякі люди вважають, що «Мосіньа — це ханьський Мефуцу», але достовірність цього свідчення невисока, адже це єдина легенда аборигенів про Мефуцу, що має якийсь зв'язок із Мосіньа.

## Сліди перебування
В основному чутки про Мосіньа поширені в різних місцевостях Тайваню: повсюди, починаючи від гірських районів з різною висотою над рівнем моря (наприклад, і в горах Цілай, і в горах Чай, і в горах Мейлвень, і в горах Янмін розповсюджені легенди про Мосіньа) та закінчуючи глухими пущами й пустирями, навіть у заміських районах, розташованих поблизу поселень із раннім розвитком, ходять поголоси про подібні випадки. Така ж ситуація й на віддалених островах: як узбережжя Сяо Льовцьов, так і гроти на цьому острові фігурують у переказах як місця появи Мосіньа, і з'являється він там у проміжок часу з півночі до світанку. У приморському районі Дзілон на півночі Тайваню, де проживають холо, та у пригірській місцевості трьох повітів Таоюань, Сіньджу та Мяолі, де зосереджені селища народності хакка, також є записи про те, як Мосіньа викрадав дітей, а то й навіть заманював до себе дорослих. Типовими місцями проведення вченими польових досліджень були села в округах Пінсі та Мяолі, і там Мосіньа може з'являтися в будь-який час доби, що зовсім не схоже на поведінку духів померлих, які, за народними віруваннями, частіше приходять лише після заходу сонця.

## Огляд культурних зв'язків
- У всіх аборигенів Тайваню розповсюджені легенди про карликів Мефуцу[10], однак їх традиційне зображення відрізняється від повір'їв про Мосіньа[11]. Історії про чорношкірих карликів подібні до історій про маленьких духів таай (даай, кит. 达隘)[9], яких вшановує етнічна група сайсят, та до історій про Садзусу (sazusu) етнічної групи Таківатань народності бунон: «У давнину були карлики Садзусу (Садовсво, кит. 撒都索), жили вони в межах Такіліту (takilitu, Даґейліше, кит. 达给里社), їх зріст був лише 2 чи, вміли надзвичайно майстерно видиратися на великі дерева та були спритними, наче гірські мавпи, а коли вони ховалися в нетрях серед дерев та трав, то відшукати їх сліди там було не легко». Часто вискакували із густого листя, розмахуючи мечем та наносячи тяжкі ушкодження предкам членів цього племені.[12][13]. В анімістичних віруваннях кожного племені аборигенів існують перекази про злих духів, як, наприклад, про легендарного яоґвая саньсияо (sansiyao)[3][14] із міфів народності кетанґалань чи про рутуксів (rutux) в міфах атаялів району Наньао.[15]

- Легендарні японські Камікакуши, які крадуть людей і повертають їх через багато років (яп. 神隠し／かみかくし), єноти-перевертні Бакеданукі (яп. 化け狸／ばけだぬき), річкова потвора Каппа (яп. 河童／かっぱ), Ямабіто (яп. 山人／やまびと; загальна назва антропоморфних йокаїв, які селяться в горах: Ямаотоко, що має вигляд чоловіка (яп. 山男)/Ямаме, що має вигляд жінки (яп. 山女)/Яманба, що має вигляд бабусі (яп. 山姥)/Ямаварава, що має вигляд дитини (яп. 山童) і т. д.) та інші.
- Гноми із європейських казок
- У «Книзі про божеств та чудеса», написану за китайської династії Хань, згадуються так звані «шаньсао» (кит. 山臊), людиноподібні демони Західних гір, різновид злих демонів: «У диких горах на Заході є чоловічки зростом трохи вище чи, оголені, вони ловлять раків; хоч людей не бояться, та їх страшать звуки хлопавок; зустрівши людину, зупиняються на ніч, надвечір смажать на їх вогнищі раків; їх називають шаньсао».
- У літературній пам'ятці династії Дзінь задокументована ціла низка легенд про міфічних міжгірних чудовиськ та дзінів. Серед них «чудовиська дерев та каміння, одноногий демон Квей, злий дух гір, вод, дерев та скель Ванлян. (…) Підводні чудовиська, дракон Лон, дух води Вансян. (…) Ся Дінджи мовить: „Вансян схожий на трьохрічну дитину, має червоні білки очей, сам чорний, із великими вухами, довгими руками та червоними кігтями. Спочатку міцно зв'язує, лише після цього починає їсти“».[16]
- У 7 розділі 1 тому збірки новел «Повісті про дивне із кабінету Ляо» династії Цін згадується «шаньсяо» (кит. 山魈), чиє обличчя було схоже на зелену шкірку старого гарбуза, очі його виблискували, рискали повсюди по кімнаті, його великий відкритий рот був наче миска, а зуби — рідкі, десь на три цуня (≈ 1 дм),  він рухав язиком та хрипів, голосно видаючи свистячі звуки, які луною відбивалися від чотирьох стін.

## Чутки про випадки зустрічі
У цьому розділі зібрано найбільш показові та відносно недавні випадки зустрічі із Мосіньа для подальшого розгляду та опрацювання даних. Рекомендовані принципи добору довідкового матеріалу:
- Відбір подій, що сталися у гірській лісистій місцевості, заміських полях, на віддалених островах.
- Відбір подій, що мають джерела, які можна перевірити, такі як наукові роботи та газетні новини.
- Відбір подій, що відображає досвід зустрічі із людьми, подіями та речами, які виходять за рамки здорового глузду, за умови виключення можливості навмисної штучної зміни стану свідомості (вживання галюциногенів).
- Підлягають вилученню випадки, в яких очевидець події або респондент, який має якийсь стосунок до цієї справи, ставить під сумнів ідею про те, що це були каверзи та бешкет Мосіньа, дзінів, духів, привидів або чудовиськ, і якщо респондент схиляється до думки, що винуватцем події є душа загиблого насильницькою смертю, яка вбила людину та переселилася в її тіло, або ж одержима духом померлого людина.
- Після огляду матеріалу продовжити пошук достовірнішої інформації або ж вилучити зі списку.

Матеріал для додаткового читання:
- Наукова робота «Вивчення фольклору про Мосіньа на Тайвані» (A Study on the Folklore of Mô-sîn-á in Taiwan, кит. 台灣魔神仔傳說的考察), Додаток 2: Реєстр всіх відомостей, пов'язаних із «незвичайними» випадками про заблукалих та зниклих безвісти людей[3], куди автор включив 47 випадків, зафіксованих на сторінках офіційних газет із 1899 по 2010 рік.
- Репортаж тайванської щоденної газети «Джонґво шибао» від 26 січня 1985 року: «На горі Еґондзі в окрузі Наньджван повіту Мяолі з'явилася дивна невідома тварина, повністю вкрита чорною шерстю, з дуже довгим волоссям, ходить прямо, на двох ногах, на зріст приблизно як 13-14-річна дитина-горець, може лазити по деревам, також вкрала двох курок у родини сайсятів на прізвище Цянь та з'їла їх живцем; пошукова група, направлена в гори поліцейським відділенням міста Товфень, нічого не виявила».[17]

- Квітень 2003 року: у кінці березня 68-річна жінка разом із членами сім'ї приїхала прибрати могили предків на громадському кладовищі в горах Кедзилінь, що на третій секції шосе Сівань у районі Сіджи міста Сіньбей, вийшовши з авто, вона через дві хвилини безслідно зникла. Її рідні помолилися духам, кинувши палички для гадання, та отримали «відповідь», що її забрав із собою «Мосіньа». Через дев'ять днів після цього інциденту тіло жінки знайшли в горах на відстані 3 кілометри від місця її зникнення. Місцеві жителі стверджують, що цю місцевість варто називати «Гори Мосіньа», тому що тут зафіксовані багатократні випадки, коли «Мосіньа» заводив людей в гори.[18] Колишній член законодавчого комітету району Сіджи Ляо Сюеґван заявив, що у гірській місцевості Сіджи справді повнісінько «Мосінів», вони дуже низькі на зріст, часто із гірських стежок махають рукою стареньким та дітлахам, приманюючи їх до себе, і якщо людина озветься, то відразу ж викрадають її, а відпускають лише через декілька днів, коли награються з нею. Одного разу в дитинстві Ляо Сюеґван на власні очі побачив Мосіньа, але, на щастя, його мати якраз в цей момент позвала його до себе — лише тому його не викрали.[19]
- Липень 2008 року: 83-річна жителька округу Хенчвень повіту Піндон після тайфуну Калмеджи пішла до парку Шедін у Хенчвені збирати гриби, через 5 днів після її зникнення член персоналу національного парку Кеньдін знайшов її в зоні розмноження оленя плямистого під час огляду гірської частини парку. Потерпіла заявила, що зустріла надзвичайно високу «Мосіньа» жіночої статі із рудим волоссям та великою головою, яка стала вимагати у неї одяг, а також примусила досита наїстися листя дикорослої альпінії, а пішла «Мосіньа», лише коли старенька через п'ять днів супротиву таки віддала їй спідню білизну, і тоді невдовзі потерпілу відшукали.[20] Професор дослідницького інституту етнології Національної академії наук Тайваню Лінь Мейжвень в одній зі своїх праць написала: «Доктор Ян Сюдон із культурно-просвітнього фонду „Земля“ припустив, що величезна жінка, п'ятиденка та інші пов'язані з цим випадком особливості вказують на характерні риси поведінки Ханьба (кит. 旱魃), демона посухи, однак у тайванського населення не дуже багато повір'їв та звичаїв, пов'язаних із Ханьба, тож ця теорія є вкрай поспішною».[21] Дехто в народі, спираючись на такі прикметні риси, як руде волосся та великі розміри, гадає, що ця істота пов'язана із голландським божеством Бабао Ґонджу (кит. 八宝公主, букв. «принцеса восьми скарбів»), якій поклоняються у місцевому храмі Ваньїнґона (кит. 万应公, букв. «пан чудодійного»), але служителі храму заперечують ці твердження.[22]

- Липень 2010 року: 70-річний турист, що прибув до національного парку Кеньдін разом із групою паломників, під час екскурсії разом із членами групи по парку Шедін випадково відбився від супутників та заблукав.[23]
- Червень 2011 року: 84-річна жінка із району Дзводжень міста Тайнань два дні блукала горами без води та їжі, після чого сама змогла вибратися із гір, тоді й була знайдена. Після цього інциденту вона повідомила: «У горах були люди, що запросили мене поїсти, також там було багацько люду, який галасливо супроводжував мене, а хтось ще й відвів мене додому поспати». Крім того, старенька мала охайний вигляд, на ній не було жодних ран — вона зовсім не була схожа на ту, хто проблукала у горах цілих два дні. Лікарі вважають, що, імовірно, вона була під дією галюциногенів, до того ж далися взнаки її поважний вік та відсутність прийомів їжі.[24][25]
- Лютий 2012 року: 12 лютого 47-річна жителька округу Фулі у повіті Хвалянь на прізвище Хван пішла в гори, щоб перевірити, наскільки виросли дрібні пагони бамбука, та зникла на довгий час; пошуково-рятувальна група декілька днів поспіль безрезультатно розшукувала її, а один місцевий старець сказав, що її забрав із собою «Мосіньа», і що кілька десятиліть тому в цій місцевості вже траплялися подібні випадки, а також порадив запускати петарди, щоб відігнати демона. Після того, як увечері 18 лютого принесли в жертву Шаньшеню свинину та позапускали петарди, 19 лютого у другій половині дня пані Хван знайшлася. У врятованої пані Хван залишилися туманні спогади про те, як вона багато днів блукала, жінка лише пам'ятала, що, прийшовши в гори, відразу ж перестала орієнтуватися у просторі, взагалі не пам'ятала місцевості, у голові запаморочилося, і назад пам'ять повернулася до неї, лише коли вона почула, що хтось у горах запускає петарди, тоді вона й почала усвідомлювати, що перебуває одна в горах, а наступного дня, почувши поблизу пошуково-рятувальну групу, пішла до них, орієнтуючись на звук, та таким чином врятувалася.[26][27]
- Липень 2013 року: 78-річний охоронець Лін Мудзє, що супроводжував делегацію японських туристів, вранці 2 липня в парку Золотого музею у поселенні Дзіньґваши району Жвейфан міста Сіньбей відійшов від групи та загубився, і знайшла його охорона мідеплавильної фабрики Ліюе 6 липня пополудні на обочині Приморського Шосе, що знаходиться аж за 15 кілометрів; на тілі потерпілого було дуже багато слідів порізів від міскантуса, його стан був стабільним, однак чоловік не міг точно описати, як провів ці чотири дні. Серед жителів точаться суперечки щодо того, що, можливо, літнього чоловіка завів «Мосіньа», тому він і проблукав стільки днів.[28][29]
- Червень 2014 року: 80-річна жителька повіту Сіньджу на ім'я Пенву Юньшвей 28 червня вирушила на прогулянку в гори Ліньтянь округу Фенлінь у повіті Хвалянь разом із туристичною групою, після чого зникла за таємничих обставин. Поліція перевірила камери відеоспостереження та виявила, що після того, як жінка сходила у вбиральню, її — до цього не ходячі — ноги немов зцілилися: вона швидкими і сміливими кроками повернула у бік промислової дороги, що вела далі в гори, та безслідно зникла, а через п'ять днів її знайшли на відстані 3 кілометри від місця зникнення. Потерпіла повідомила, що її повела за собою якась жінка в червоній сукні, а пізно вночі її ще стала супроводжувати та розмовляти з нею стара подружня пара. Селяни вважають, що те подружжя було втіленням божеств землі.
- Липень 2014 року: заблукав 68-річний старий на ім'я Лінь Дзіньму із округу Чишан повіту Тайдон, знайшли його лише через 4 дні після 9 години ранку на скелях гірського потоку Бейнань, що на відстані 3 кілометри від його дому. Однак дружина чоловіка повідала, що хоча він трохи страждає слабоумством, але безперестанно розповідав членам своєї родини, що дорогу йому вказувала якась жінка — вибратися він зміг лиш тому, що слідував за нею.[30][неякісне джерело]
- Червень 2015 року: 75-річна жителька району Сіньї міста Дзілон у другій половині дня 17 червня збирала бамбукові пагони на дорозі Шеньаокен, що на задньому схилку гори Дзидзя, але несподівано так і не повернулася додому. Члени її сім'ї негайно повідомили поліцію, щоб вони провели обшук у горах, а також почали повсюди в горах благати на колінах Шаньшеня захистити жінку. Поліція обшукувала гори цілу ніч, врешті-решт успішно знайшли стареньку вранці. Ніхто й не міг подумати, що старенька розповість своїм рідним, що вона пішла вслід за якимось молодим чоловіком, але потім він невідомо куди подівся, а коли вона спам'яталася, то зрозуміла, що вже збилася зі шляху.[31][неякісне джерело]
- Червень 2015 року: по півночі 73-річна пані Ву із району Тайпін міста Тайджон, одягнена в рожевий спальний костюм, звернулася по допомогу на автозаправній станції, розташованій за 2 кілометри від її дому. Після інциденту вона повідомила співробітнику поліції: «У моїй кімнаті несподівано з'явилося переді мною двоє 4- та 5-річних малюків, сказали, що хочуть вивести мене на вулицю, щоб погратися, і побігли, тягнучи мене за собою всю дорогу та постійно кличучи мене йти аж сюди».[32][неякісне джерело]
- Серпень 2015 року: 78-річна жителька району Яньчао міста Ґаосьон на ім'я Ке Сує вранці 18 серпня вийшла попрацювати на своїй земельній ділянці, але невідомо чому заблукала, пошуково-рятувальна група врешті-решт знайшла бабусю на цвинтарі поблизу храму Лон'аньґон, що на алеї Сіньсінлі в окрузі Тяньляо. Коли її виявили, старенька лежала на землі, була безсила, але із ясною свідомістю. Ке Сує повідомила персоналу пошуково-рятувальної групи, що вона провела в цьому місці вже два дні, до того ж хтось годував її три рази на день. Відстань від фруктового саду на алеї Дзяньшань в районі Яньчао до цвинтаря поблизу храму Лон'аньґон, що на алеї Сіньсін в окрузі Тяньляо, де й знайшли потерпілу, становить близько 8 кілометрів, місцева гірська дорога труднопрохідна, дістатися туди важко, та ще й потрібно було долати хребет за хребтом — зазвичай рідко хто зважується зробити такий важкий перехід.[33]
- Березень 2016 року: 84-річна пані Хван із міста Ґаосьон поїхала на огляд до лікарні у місті Чишань, але назад добиралася пішки, а не автостопом, як зазвичай, в результаті чого заблукала на півдорозі, а опам'ятавшись, зрозуміла, що сама-самісінька знаходиться на гірському кладовищі, а так як уже вечоріло, стареньку мучили голод та страх, тож вона ховалася там цілісіньку ніч, доки її не знайшли люди, які викликали поліцію, що вивела її з гір. Бабуся ще не встигла заспокоїтися після того переляку та схвильовано розповіла поліції, що її «потягнув за собою Мосіньа», вона не знала, чому їй раптом спало на думку повертатися додому пішки, також не могла втямити, чому на половині шляху зайшла на цвинтар.[34]
- Червень 2016 року: жінка похилого віку на прізвище Льов увечері 29 червня через власну необережність впала із гірського схилу, коли збирала молодий бамбук, після чого заблукала, тому попрямувала вздовж рейок у напрямку міста Джудон. Потерпіла сказала, що натрапила на доброзичливу людину, яка прихистила її на ніч, а на світанку вона розпрощалася із добродієм та продовжила йти вздовж рейок, але, не довго йдучи, зустріла хлопчика та рятівника, однак поліція з'ясувала, що в околицях немає ні осель, ні слідів перебування людей, і що невідомо, чию допомогу отримала старенька. Місцевий пожежний відділ, який стояв на варті, повідомив, що здоров'я пані Льов не тільки було в чудовому стані, а в неї навіть не виявили жодних симптомів немочі, зневоднення і т. д., і вони вже сповістили родину потерпілої, щоб вони відвели пані Льов додому й давали їй якомога більше води та їжі, щоб запобігти дегідратації та гіпоглікемії.[35]
- О 2:30 ранку 15 червня 2018 року у відділення поліції міста Далінь округу Міньсьон повіту Дзяї зателефонував 50-річний чоловік, який як завжди повертався додому сам на пікапові, в результаті збився зі шляху на півдорозі, а прийшовши до тями, зрозумів, що знаходиться на цвинтарі № 6 міста Далінь повіту Дзяї, і навколо ні душі, тож чоловік злякався та зателефонував у поліцію за номером 110, схвильовано розповівши заступнику даліньського відділення поліції пану Ліню, що Мосіньа звелів чоловікові відвести його додому, і він не знає, чому це зненацька заїхав на кладовище.

### Сучасні легенди
«Пітер Пени з гори Ю»: говорять, що на південному пікові гори Ю можуть з'являтися троє чоловіків у широкополих конічних капелюхах, ще й одягнуті в жовті плащі-накидки (так звані «пітер-пенівські плащі»), вони заманюють альпіністів на край прірви. Дослідники фольклору вважають, що описи подібних істот нагадують душі загиблих насильницькою смертю, які вбивають людей, щоб переселитися в їхнє тіло, і вони дещо відрізняються від традиційного образу Мосіньа в народі.
«Дівчинка в червоній сукенці»: бере початок від однієї із серій телепрограми «Невловимі духи та привиди», що транслювалася на телеканалі GTV27, а також серії телепрограми про надзвичайне «Плетениця билиць про духів» на каналі EBC, зміст якої в основному базувався на фрагменті відео, у березні 1998 року знятому на прогулянці в горах якоюсь сім'єю, що вирушила до каменя Фендонши у мальовничій місцевості Дакен району Бейтвень міста Тайджон: на плівці була відзнята маленька дівчинка у червоній сукенці із хмурим виразом обличчя та у дивній позі, що знаходилася позаду групи (стверджують, що тоді серед групи не було такої людини), і лише через рік помітивши цю дивовижу під час перегляду відеоролику, вони відправили відео на телевізійну станцію для трансляції у телепрограмі. У 2009 році коментар тогорічного монтажника програми Бао Ґва[неякісне джерело] про те, що телеканал GTV27 транслював відео не повністю, викликав дискусії на електронній дошці оголошень PPT, а ЗМІ взяло інтерв'ю в однієї жінки з церебральним паралічем, яка продавала суп із рисової локшини в районі Сіньдянь міста Сінбей. Інтерв'ю отримало назву «Прихована правда історії „Дівчинка в червоній сукенці“». Однак насправді це були всього лише спекуляції, а підспідок цієї справи досі нез'ясований.
Інформацію про Мосіньа та інших тайванських яоґваїв можна знайти у «Переліку яоґваїв на Тайвані».

## Топоніми
На Тайвані є декілька невеликих місцин, що носять назву «Мосіньа», більшість із них розташовані в глухих закутнях.
- Яма Мосіньа — розташована в районі Дашвейку південного округу міста Тайнань, отримала свою назву через те, що знаходилася далеко від міського району. Потім її закопали згідно плану четвертої фази перебудови районів міста Тайнань, і це місце перетворилося в житловий район[38].
- Печера Мосіньа — розташована в мережі підземних ходів району Пінсі міста Сіньбей, у цій місцевості ходять чутки, що в цих катакомбах живе Мосіньа.[39]
- Гори Мосіньа — розташовані в гірській місцевості району Сіджи міста Сіньбей, інша назва — гори Кедзилінь.

Крім цього, можливою причиною появи подібних чуток є те, що гіпоглікемія та зневоднення, викликані цукровим діабетом або голодом, спричинюють електролітні порушення, які призводять до розладів інтелекту, і, таким чином, у заблукалої людини починають з'являтися галюцинації на основі її переконань та минулого життєвого досвіду[джерело?].

## Масова культура
- «Мосіньа»: повість 2002 року авторства Вана Дзяяна, опублікована видавництвом «Яшмова гора».
- «Мосіньа» (Moxina): кінофільм 2009 року під режисурою Рьота Наканіши, знятий Токійським університетом мистецтв, є провідною кінострічкою про Мосіньа в історії.
- «Мосіньа» (Spirit): анімаційний мультфільм 2013 року, створений випускниками факультету графічного комунікативного дизайну науково-технічного університету Дзіньвень.
- «Мосінь» (кит. 芒神): тайванська маньхва, автор — Ї Чень, опублікована видавництвом «Тайванська філія корпорації Кадокава».
- «Дівчинка в червоній сукенці», «Дівчинка в червоній сукенці 2»: тайванські фільми жахів, екранізація історії «Дівчинка в червоній сукенці», зняті під режисурою Чена Вейхао, головні ролі зіграли Хван Хе (тайванський актор) та Сьов Вейнін.
- «Дівчинка в червоній сукенці: Риба з людським обличчям»: тайванський фільм жахів, приквел фільмів «Дівчинка в червоній сукенці» та «Дівчинка в червоній сукенці 2», є адаптацією поширеного в сільській місцевості переказу «Чи смачна риба?», знятий під режисурою Джвана Сюаньвея, у головних ролях — Сю Жвосюань (Бідай Сьовлань) та Джен Женьшво.